# エナジオ
株式会社エナジオ（英語表記:ENAGIO Co.,LTD.）は、アニメ『宇宙戦艦ヤマトシリーズ』の企画、製作及び版権（著作権）管理、映像制作、各種ライセンス管理、商品開発及び広告企画業務を主な事業内容とする日本の企業。2014年（平成26年）12月20日に株式会社スタジオフェイスに商号変更している。
代表取締役の西崎彰司の養父である西崎義展（本名：西崎弘文）が経営していたアニメ製作・音楽出版・映画配給・イベント企画会社「ウエストケープコーポレーション」（1997年倒産）の実質的後継企業。2011年（平成23年）8月1日以降はボイジャーホールディングス株式会社（旧称：エナジオホールディング株式会社）が上記著作物の管理業務を行っている。

## 沿革
- 2001年（平成13年）5月14日 - エム・アイ・ディ ジャパン株式会社（本店：東京都中央区銀座八丁目12番9号、資本金：1000万円）として設立[3]。
- 2002年（平成14年）
  - 4月4日 - 東京都中央区東日本橋二丁目17番10号に本店移転[3]。
  - 10月26日 - 株式会社エナジオに商号変更[3]。
- 2004年（平成16年）2月1日 - 東京都港区北青山三丁目5番15号に本店移転[3][4]。
- 2006年（平成18年）3月20日 - 資本金を4000万円に増資[4]。
- 2007年（平成19年）2月21日 - 資本金を6000万円に増資[4]。
- 2011年（平成23年）12月1日 - 東京都渋谷区神山町1-3に本店移転[4][5]。
- 2014年（平成26年）
  - 3月1日 - 福岡県福岡市中央区薬院一丁目6番16に本店移転[5][1]。
  - 12月20日 - 株式会社スタジオフェイスに商号変更[1]。

なお、同名法人が2010年（平成22年）に設立されているので参考に記す。
- 2010年（平成22年）1月7日 - 東京都渋谷区神宮前四丁目32番5号に同名法人設立（取締役：西崎彰司、資本金：100万円）[6]。
- 2022年（令和4年）12月14日 - 会社法第472条（休眠会社のみなし解散）第1項の規定により解散[6]。

## 主な役員
- 西崎彰司（代表取締役） - 2015年（平成27年）3月29日に代表取締役から退き、2023年（令和5年）2月1日に取締役も辞任している[1]。
- 永井浩樹（取締役） - 株式会社永井興商の代表取締役[7]
- 永井祥子（取締役） - 株式会社永井興商の専務取締役[7]

## 作品リスト

### テレビシリーズ
- 『宇宙戦艦ヤマト』 1974年10月6日 - 1975年3月30日 全26話
- 『宇宙戦艦ヤマト2』 1978年10月14日 - 1979年4月7日 全26話
- 『宇宙戦艦ヤマトIII』 1980年10月11日 - 1981年4月4日 全25話

### テレビスペシャル
- 『宇宙戦艦ヤマト 新たなる旅立ち』 1979年7月31日放映

### 劇場映画
- 『宇宙戦艦ヤマト』 1977年8月6日公開
- 『さらば宇宙戦艦ヤマト 愛の戦士たち』 1978年8月5日公開
- 『ヤマトよ永遠に』 1980年8月2日公開
- 『宇宙戦艦ヤマト 完結編』 1983年3月19日公開
- 『宇宙戦艦ヤマト 復活篇』 2009年12月12日公開
- 『SPACE BATTLESHIP ヤマト』 2010年12月1日公開

### オリジナルビデオ
- 『YAMATO2520』 1995年2月21日第1巻発売